# آمازون چابک
آمازون چابک (نام علمی: Amazona agilis) نام یک گونه از سرده طوطی آمازون است.